# Holmestads Kvarndamm
Holmestads Kvarndamm är en sjö i Götene kommun i Västergötland och ingår i Göta älvs huvudavrinningsområde. Holmestads Kvarndamm genomrinns av Svartån som har sitt källflöde i Vristulven.